# Pezoloma petiolatum
Pezoloma petiolatum är en svampart som beskrevs av R. Sharma & K.S. Thind 1987. Pezoloma petiolatum ingår i släktet Pezoloma och familjen Leotiaceae.   Inga underarter finns listade i Catalogue of Life.